# جاك موريل

جاك موريل (بالفرنسية: Jacques Morel)‏ كاتب فرنسي. حصل على جائزة فيمينا الأدبية عام 1912.